# Miki Oca

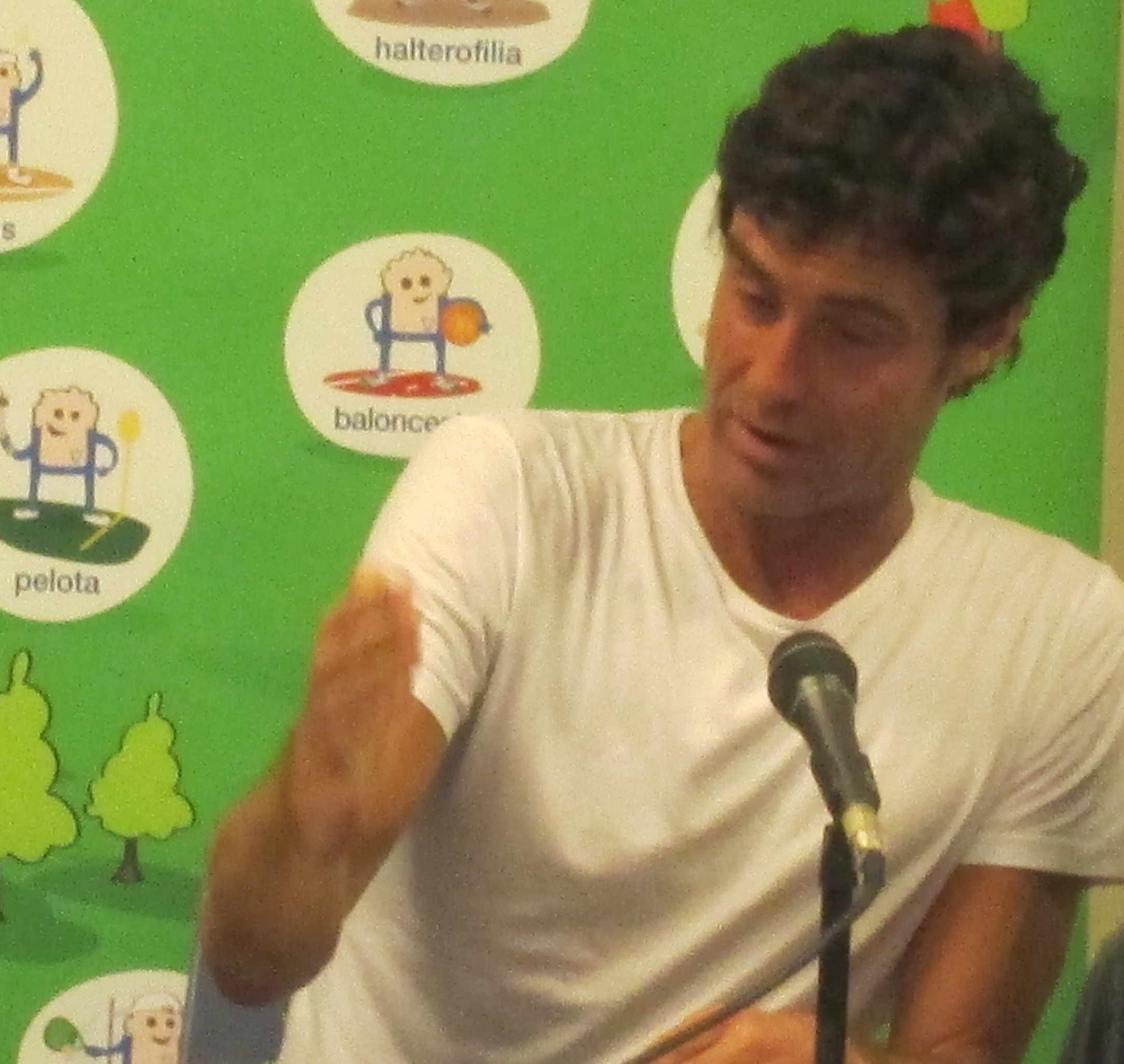
Miki Oca bei einer Pressekonferenz (2013)

Miguel Ángel „Miki“ Oca Gaia (* 15. April 1970 in Madrid) ist ein ehemaliger spanischer Wasserballspieler. Mit der spanischen Nationalmannschaft wurde er Olympiasieger 1996 sowie Olympiazweiter 1992. Außerdem war er Weltmeisterschaftszweiter 1991 und 1994. Als Trainer führte er die spanische Nationalmannschaft der Frauen zu Olympiagold 2024 und Olympiasilber 2012 und 2020.

## Spielerkarriere
Miki Oca spielte bis 1987 in Madrid. Dann war er drei Jahre beim Club Natació Terrassa und von 1990 bis 1997 beim Club Natació Barcelona mit einer Unterbrechung in der Saison 1992/93, als er bei Club Natació Catalunya  war. Oca gewann fünf spanische Meistertitel, vier mit Barcelona und einen mit Catalunya.
Von 1989 bis 1997 bestritt Oca insgesamt 269 Länderspiele.
Sein erstes großes Turnier war die Europameisterschaft 1989 in Bonn. Die spanische Mannschaft belegte den sechsten Platz. Anfang 1991 fand im Rahmen der Schwimmweltmeisterschaften in Perth die Weltmeisterschaft 1991 statt. Die Spanier belegten in ihrer Vorrundengruppe den zweiten Platz hinter den Jugoslawen, erreichten aber mit zwei Siegen in der Zwischenrunde das Halbfinale. Nach einem 9:8-Sieg über die Ungarn verloren die Spanier im Finale mit 7:8 gegen die Jugoslawen. Im Sommer 1991 bei der Europameisterschaft in Athen erreichten die Spanier das Finale mit einem 13:8-Sieg über die letztmals antretende sowjetische Mannschaft. Im Finale siegten die Jugoslawen mit 11:10. 1992 war Barcelona Gastgeber der Olympischen Spiele. Die Spanier gewannen ihre Vorrundengruppe vor den Italienern, wobei der direkte Vergleich 9:9 endete. Die Spanier erreichten das Finale mit einem 6:4-Sieg gegen das Team aus den Vereinigten Staaten. Im Finale trafen die Spanier wieder auf die Italiener und diese gewannen mit 9:8. Es war die erste olympische Medaille für die spanischen Wasserballspieler überhaupt. Oca warf eins seiner acht Turniertore im Finale.
1993 belegten die Spanier den dritten Platz bei der Europameisterschaft in Sheffield. Es siegten die Italiener vor den Ungarn. Oca warf sowohl im Halbfinale gegen Italien als auch im Spiel um den dritten Platz gegen Rumänien zwei Tore. Bei der Weltmeisterschaft 1994 in Rom gewannen die Spanier ihre Vorrundengruppe vor den Kroaten, beide Teams erreichten auch das Halbfinale. Nach einem 9:6-Sieg über die russische Mannschaft unterlagen die Spanier im Finale den Italienern mit 5:10. Oca steuerte sieben Turniertore bei. 1995 belegten die Spanier den fünften Platz bei der Europameisterschaft in Wien. Bei den Olympischen Spielen 1996 in Atlanta belegten die Spanier in der Vorrunde den dritten Platz hinter Ungarn und Jugoslawen. Im Viertelfinale besiegten sie das Team aus den Vereinigten Staaten mit 5:4 und im Halbfinale gewannen sie 7:6 gegen die Ungarn. Im Olympiafinale bezwangen die Spanier die kroatische Mannschaft mit 7:5. Oca warf während des Turniers neun Tore, davon eins im Finale. Im Juni 1997 belegte Oca mit der spanischen Mannschaft den dritten Platz bei den Mittelmeerspielen in Bari. Im August 1997 belegte die spanische Nationalmannschaft den fünften Platz bei der Europameisterschaft in Sevilla, nachdem die Mannschaft in der zweiten Verlängerung des Viertelfinalspiels gegen Jugoslawien verloren hatte.

## Trainerkarriere
Nach seiner aktiven Laufbahn wurde Oca Trainer zunächst auf Vereinsebene, dann als Trainer der Nachwuchsnationalmannschaften. 2009 wurde er Trainer der spanischen Frauennationalmannschaft, die 2008 Zweite der Europameisterschaften geworden war und damit ihre bis dahin einzige internationale Medaille gewonnen hatte. In den nächsten 16 Jahren unter dem Cheftrainer Oca nahm die Mannschaft viermal an Olympischen Spielen teil und gewann dabei drei Medaillen. Nach Silber 2012 in London und 2021 in Tokio folgte 2024 in Paris der Olympiasieg. Bei Weltmeisterschaften gewann das Team Gold 2013, Silber 2017, 2019 und 2023 sowie Bronze 2024. Hinzu kamen sechs Medaillen bei Europameisterschaften, darunter dreimal Gold 2014, 2020 und 2022.